# John Gibson (hockey sobre hielo)
John Gibson (Pittsburgh, Pensilvania, 14 de julio de 1993) es un jugador profesional estadounidense de hockey sobre hielo que se desempeña en la posición de guardameta en Anaheim Ducks, equipo de la National Hockey League (NHL).

## Carrera
Fue seleccionado en la segunda ronda en la NHL Entry Draft de 2011. En 2013 hizo su debut profesional con el equipo Anaheim Ducks, donde lleva jugando once temporadas.